# 莱涅河畔巴尔诺
莱涅河畔巴尔诺（法語：Balnot-sur-Laignes，法語發音：[balno syʁ lɛɲ]）是法国奥布省的一个市镇，属于特鲁瓦区。

## 地理
莱涅河畔巴尔诺（48°1'55"N, 4°21'54"E）面积10.13 平方千米，位于法国大東部大區奥布省，该省份为法国中北部省份，北起马恩省，西接塞纳-马恩省，西南至约讷省，东南至科多尔省，东临上马恩省。
与莱涅河畔巴尔诺接壤的市镇（或旧市镇、城区）包括：阿维雷-兰热、比克瑟伊、塞纳河畔讷维尔、波利西、莱里塞。
莱涅河畔巴尔诺的时区为UTC+01:00、UTC+02:00（夏令时）。

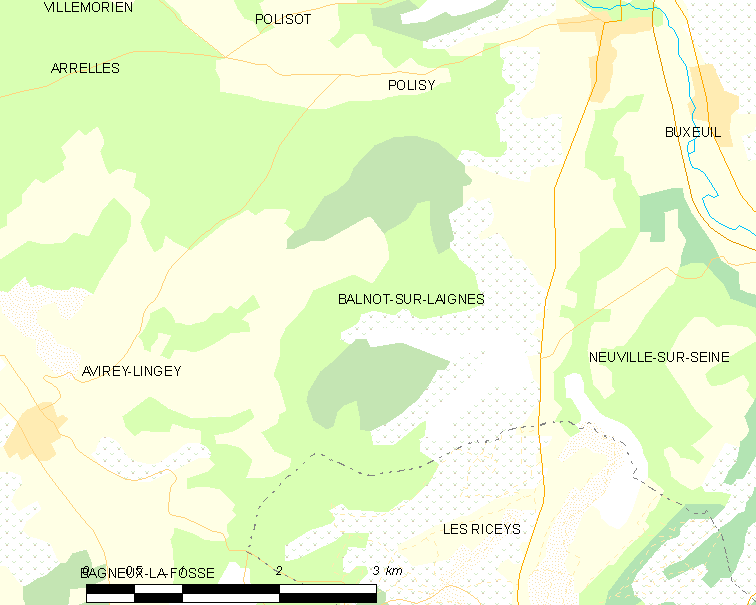
莱涅河畔巴尔诺的OSM定位图

## 行政
莱涅河畔巴尔诺的邮政编码为10110，INSEE市镇编码为10029。

## 政治
莱涅河畔巴尔诺所属的省级选区为莱里塞县。

## 人口

1962-2008年间莱涅河畔巴尔诺人口变化图示

莱涅河畔巴尔诺于2022年1月1日时的人口数量为157人。